# Borstelscherm
Borstelscherm (Turgenia latifolia) is een eenjarige plant, die behoort tot de schermbloemenfamilie (Apiaceae). De soort komt van nature voor in Midden- en Zuid-Europa, Zuidwest-Azië en Centraal-Azië. Het aantal chromosomen is 2n = 32.
De plant wordt 15-40 (60) cm hoog en heeft recht opstaande, geribde, holle stengels met, meer onderaan zeer korte en meer naar boven lange, borstelige haren.  De langwerpige bladscheden hebben een witte, vliezige rand met korte haren. De 15-50 mm lange en 5-10 mm brede bladeren zijn enkel geveerd, waarvan de meestal vier veren veerspletig zijn. De 5-12 mm lange blaadjes van de veren zijn lancetvormig tot eirond en gezaagd tot veerdelig, waarvan de tanden een gele punt hebben. De onderzijde van het blad is aanliggend tot afstaand behaard en dikwijls aan de randen gewimperd. De onderste bladeren zijn gesteeld met een bladschede. De bovenste bladeren hebben alleen een bladschede.
Borstelscherm bloeit vanaf juni tot in augustus. De 3-4 cm grote bloeiwijze is een scherm met 2-5 stralen en een omwindsel van 2-5 omwindselbladen. Het omwindseltje heeft 5-7, ovaal-lancetvormige tot ovale omwindselblaadjes met zeer brede vliezige randen. Deze randen zijn even breed of breder dan het groene middengedeelte. De 4-5 mm grote bloemen zijn wit, roze, bruin, purper of rood en hebben twee diepe lobben. De kroonbladen van de randbloemen zijn tot twee keer zo lang als die van de andere bloemen. De mannelijk bloemen zitten in het midden en hebben een lange steel. De vrouwelijke bloemen zitten meer naar buiten. De kroonbladen zijn aan de onderkant behaard. De kelkbladen zijn lancetvormig.
De kort gesteelde vrucht is een eivormige, 5-10 mm lange en 5-7 mm brede, tweedelige splitvrucht, die bezet is met 2-3 rijen haakvormig gekromde stekels. 

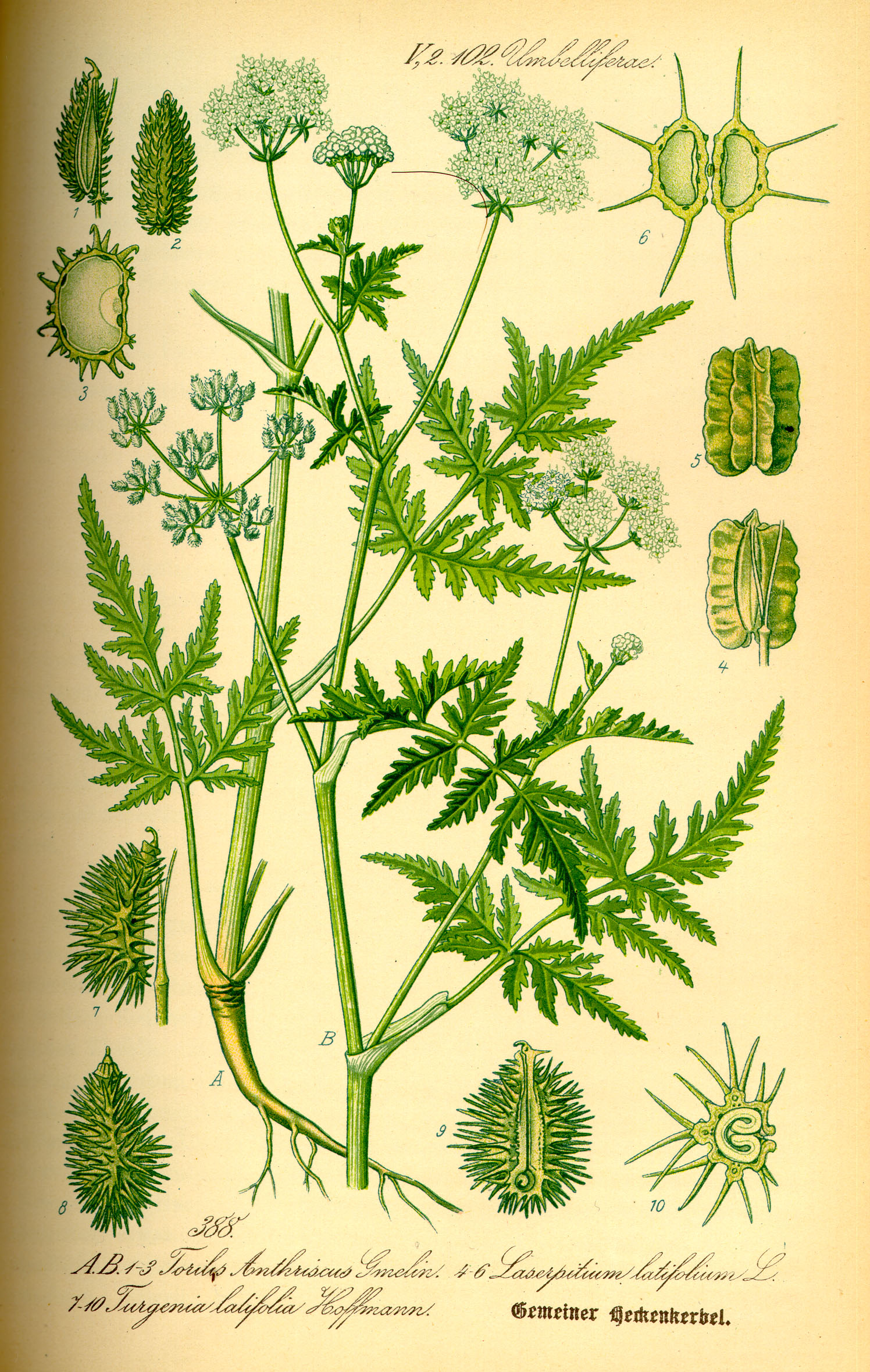
Illustratie. 7-10 = Turgenia latifolia
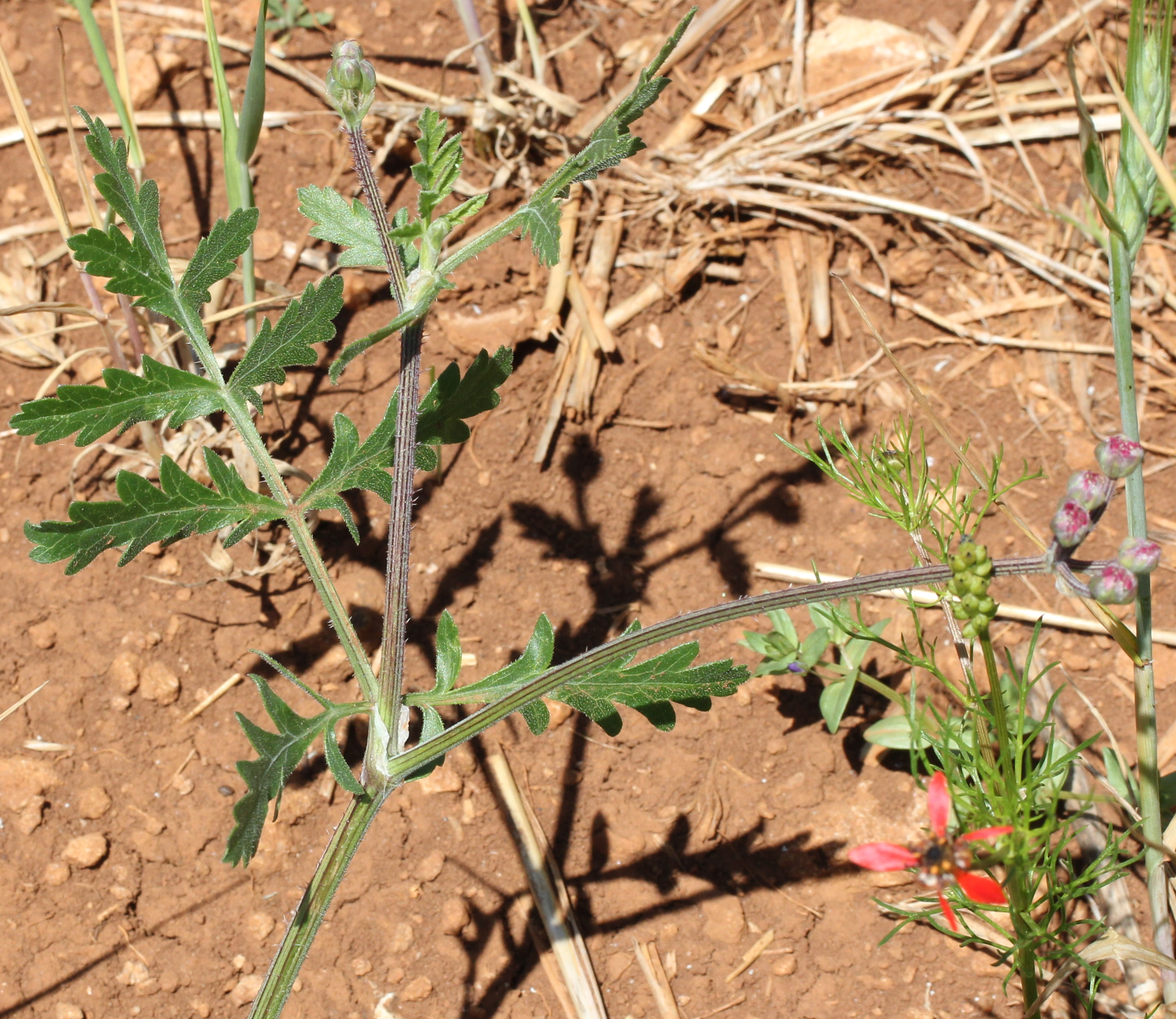
Blad en stengel
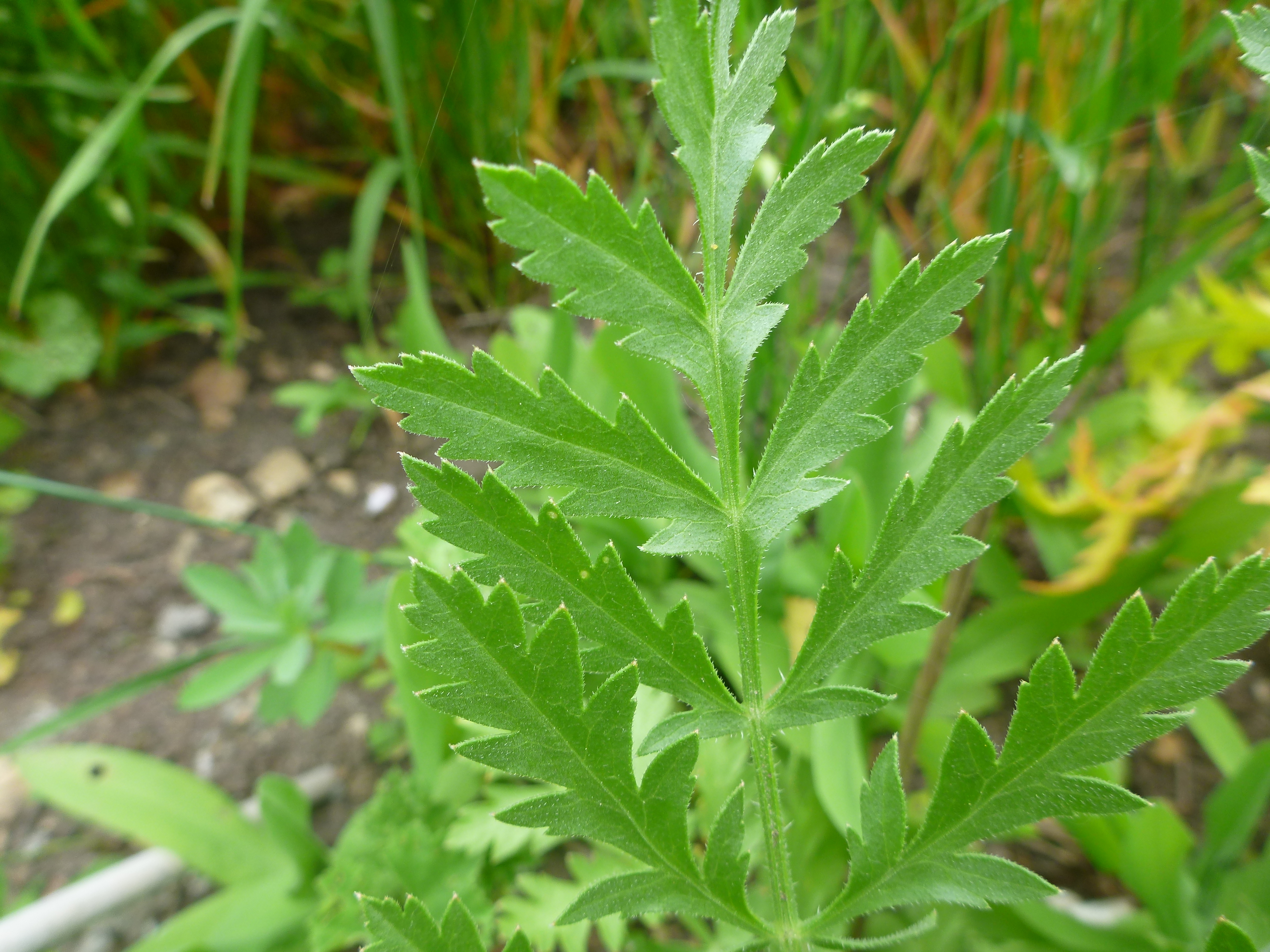
Blad
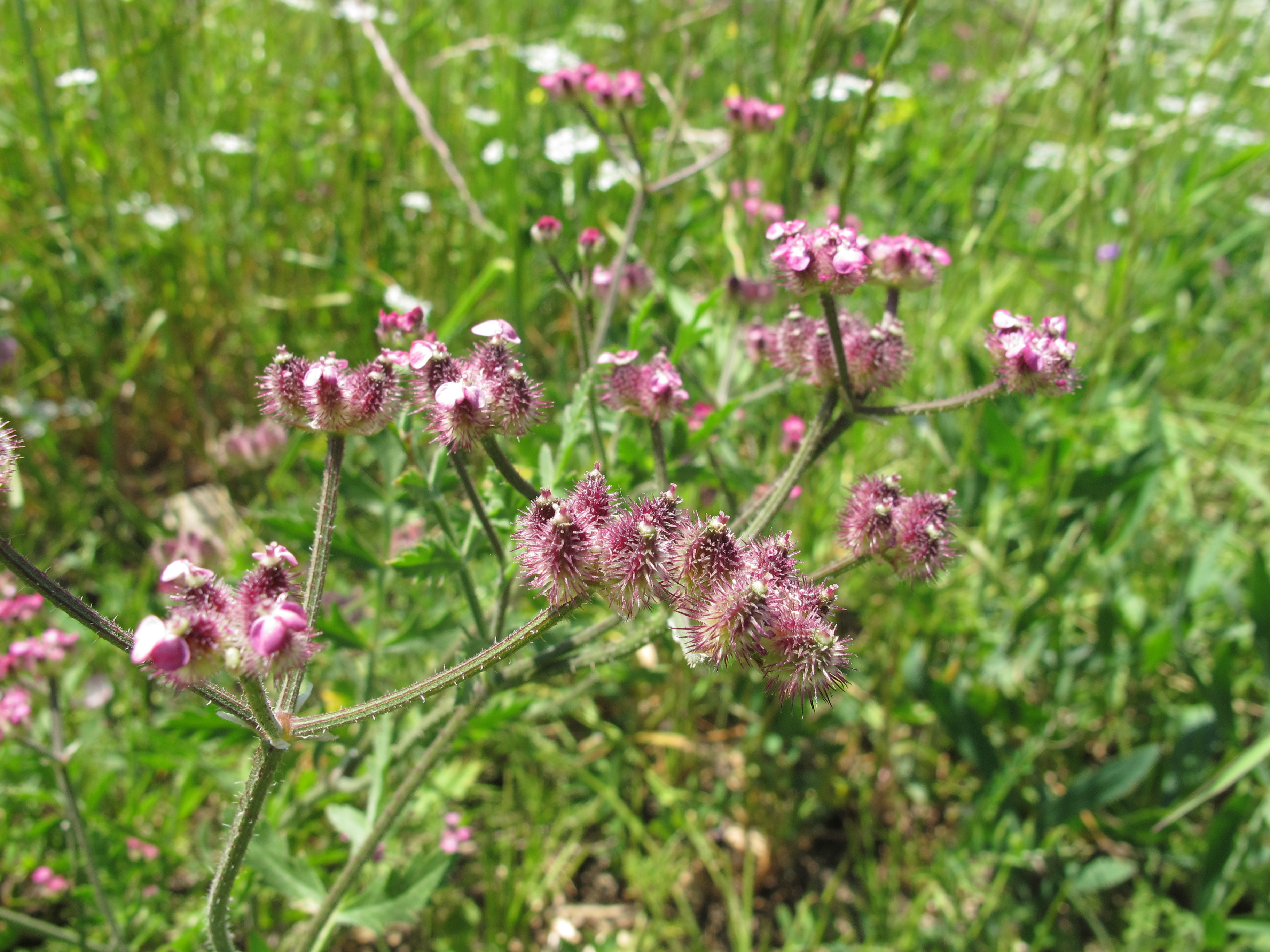
Bloewijze
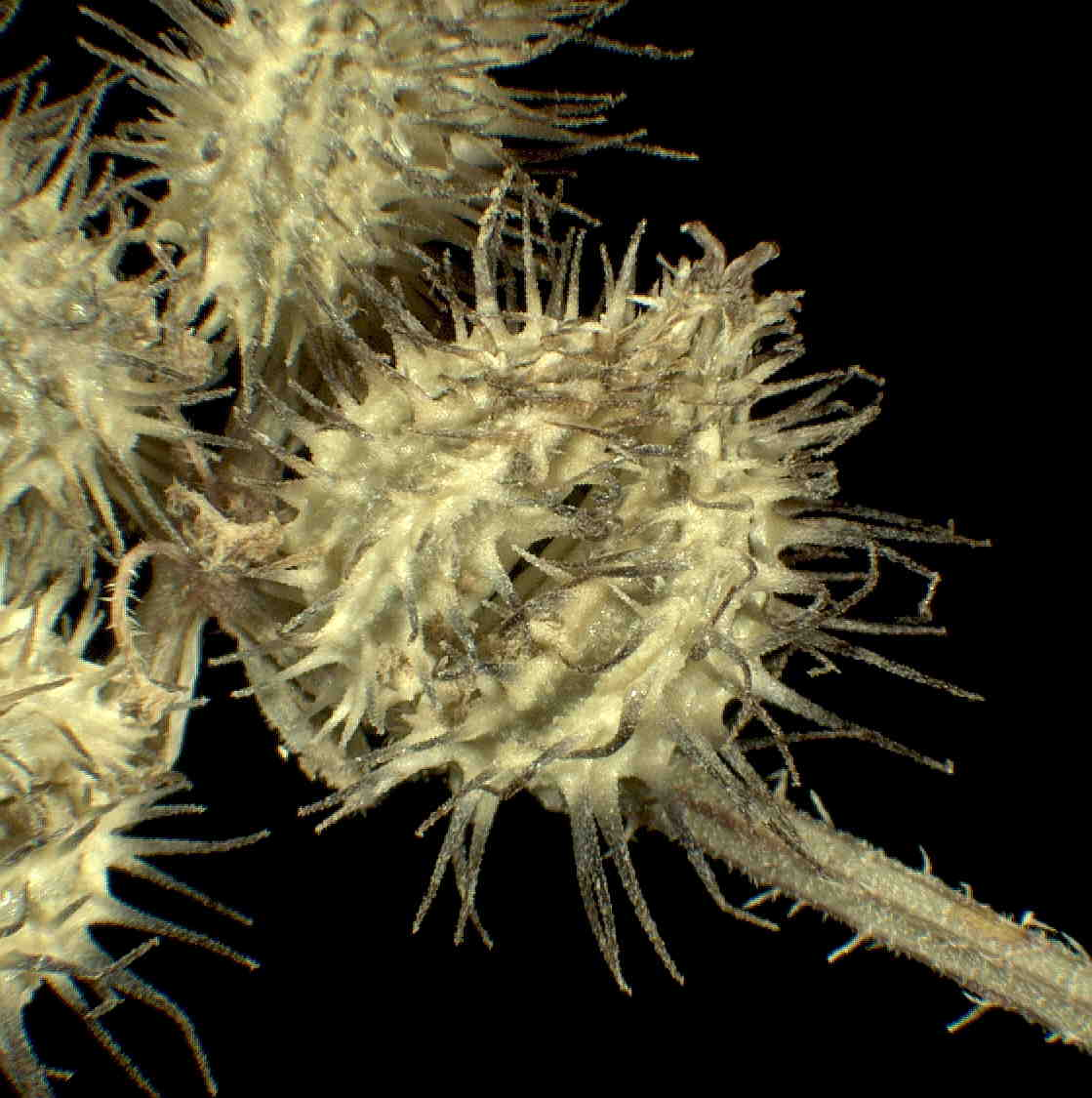
Vrucht
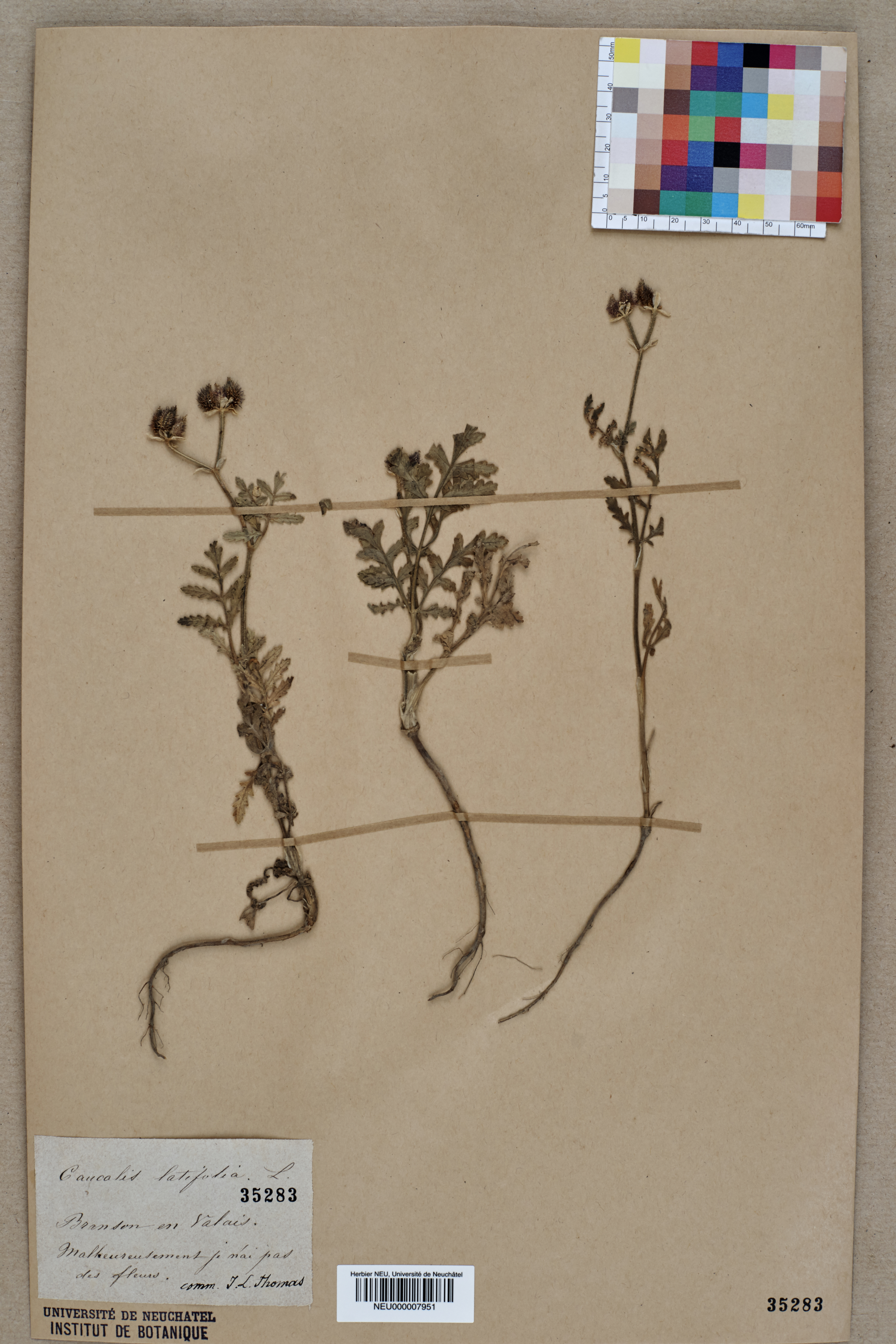
Herbarium exemplaren

Borstelscherm komt voor op kalkrijke grond tussen het graan en in grasland evenals op ruderale plaatsen en in bermen.